# Carlos Pellicer Andrés
Carlos Pellicer Andrés es un director y compositor valenciano, especialmente de música para banda.

## Biografía
Empezó a estudiar música a los 8 años en la entonces recién fundada Sociedad Musical de La Universidad de Benigànim. De allí pasó al Conservatorio de Música de Luis de Milán de Játiva, donde estudió clarinete con los maestros Ricard Huerta, Félix Vela y Ricardo Baker. En 1998 obtuvo, en la Escuela de formación de profesores de Ausiàs March de la Universidad de Valencia, el título de Maestro de Educación Musical. Posteriormente, se ha ampliado su formación con varios cursos de clarinete, armonía, instrumentación y dirección de banda con Miguel Espejo, Eduardo Bernabeu, Jean Marc Volta, Henrie Adams, Jan Cober, José Rafael Pascual Vilaplana, José Vicente Asensi y Ramón García i Soler.
Como compositor, ha escrito obras sinfónicas, música de cámara, música festera en la naturaleza y educativos. Ha ganado los concursos de música festera de Callosa de Ensarriá en el año 2000 y la de Calpe y Altea en el año 2003. También ganó el premio en el V Concurso de Creación Musical Supermúsics de 2002, en Barcelona. Carlos Pellicer (2007) miembro de la junta directiva de la Asociación de compositores de Música de Moros y Cristianos.
A partir de 1996 ha sido profesor de la escuela de música de la Sociedad "La Tropical" y director (1998 a 2003) de la Banda Juvenil. Desde noviembre de 2003 (y al menos hasta el mes de noviembre del año siguiente), dirigió la banda de la Sociedad Unión Musical de la Canyada. Desde 1999 es profesor y especialista en Educación Musical, con un puesto en el Colegio Público Ramón Esteve, de la Puebla del Duc.

## Obras
- Quatre vents, para cuarteto de clarinetes.

### Banda
- Apoteosis (2003), marcha cristiana. Premio en el III Certamen de Música Festera Villa de Calpe
- Asbag (2003), marcha mora. Premio en el IV Concurso de Composición de Música Festera de Altea. Obra de interpretación obligada en el II Concurso de Bandas de Altea la Vella, 2004
- Calavia (2004), pasodoble
- Cantal Roig (2003), marcha cristiana
- Haissan (2003), marcha mora
- La Isla (2005), marcha mora. La Isla es uno de los nombres que ha tenido Elda en el curso de la historia; la marcha era de interpretación obligada en el XX Certamen de Música Festera de Elda
- Iuventûs (2003), obertura
- Jesús Alonso, valentino (2002), pasodoble
- Khafaja (2004), marcha mora
- Rex
- Subiaco (2004), suite sinfónica dedicada al pintor Vicente March Marco. En cuatro partes: Els carrer de Subiaco, L'Acqua de l'Aniene, Subiaco pintoresc, Nerone
- Titanes (2000), marcha cristiana, primer premio en el VI Concurso Nacional de Música Festera de Callosa d'en Sarrià